# Gerényes
Gerényes é um município da Hungria, situado no condado de Baranya. Tem 12,34 km² de área e sua população em 2019 foi estimada em 235 habitantes.